# Ralph Abercromby (meteorologo)
Hon Ralph Abercromby (1842 – 1897) è stato un meteorologo britannico.

## Biografia
Nipote per via paterna del generale Ralph Abercromby, Ralph Abercromby fu un attivo studioso dei fenomeni atmosferici, arrivando a compiere una doppia circumnavigazione del globo allo scopo di osservare e fotografare le tipologie di nuvole nelle diverse regioni climatiche.  
È noto per i suoi studi sui rapporti tra l'andamento della pressione atmosferica e le condizioni del tempo, soprattutto riconoscendo gli effetti provocati dalla radiazione solare nonché per una classificazione delle nuvole, ideata in Inghilterra, e di cui trovò la conferma durante i suoi viaggi di studio attorno al mondo.
Un suo saggio sul clima australiano è stato recentemente ristampato in: Ralph Abercromby,  H. A. B. 1865 Hunt,  Henry Chamberlaine Russell, Three Essays On Australian Weather, Nabu Press, ISBN 1-177-54608-6

## Opere
- 1887  Weather: A Popular Exposition Of The Nature Of Weather Changes From Day To Day (1888), Kessinger Publishing, ISBN 0-548-82646-3
- Cloud Land In Folklore And Science (Folklore History Series), Pierides Press, ISBN 1-4455-2335-3[3]
- Principles Of Forecasting By Means Of Weather Charts, Pierides Press, ISBN 1-146-39376-8
- Seas And Skies In Many Latitudes: Or, Wanderings In Search Of Weather,  Nabu Press, ISBN 1-144-14870-7